# El otro barrio
El otro barrio és una pel·lícula espanyola del 2000 dirigida per Salvador García Ruiz, la seva segona pel·lícula després de Mensaka. El guió està basada en la novel·la homònima d'Elvira Lindo i va obtenir un Esment Especial del jurat del Premi Nous Directors del 48è Festival Internacional de Cinema de Sant Sebastià de 2000.

## Argument
Ramón Fortuna orfe de pare, és un noi de quinze anys normal i corrent, viu amb la seva mare i amb la seva germana en un senzill pis en el barri de Vallecas (Madrid). Una tarda que està sol a casa convida al seu amic Valentín qui convida a la seva xicota, Jessi, i veuran una pel·lícula. Quan Ramón intenta obrir una llauna de conserves sense voler li estripa el coll al seu amic amb la tapa i aquest perd el coneixement. Jessi, histèrica, treu el cap al balcó i cau al buit precipitant-se sobre la veïna del segon, qui mor en l'acte. Ramón intenta escapar d'aquesta horrible escena però es troba amb el gros de davant(veí) i agafa Ramón espantat li dona un cop de colze a les seves parts i es cau a terra pel dolor, es queda en la vora de les escala i Ramón aprofita i l'empeny. A Ramón l'internen en un col·legi amb altres nens amb problemes i coneix al seu millor amic i company d'habitació Anibal. El seu advocat és un antic amic de la família, Marcelo, qui duu a terme aquest cas només per ajudar-los, encara que, per a aquest, tornar al barri on va néixer signifiqui enfrontar-se amb un passat que prefereix oblidar, un amor perdut en el temps i el descobriment d'un secret que ha de sortir a la llum. Marcelo, que és el fill de Roman, acaba de mudar-se de Barcelona amb la seva esposa i el seu fill d'un any. Quan es recupera el seu amic Valentín declara que va ser un accident i no ho va fer a propòsit. Ramón queda innocent però encara segueix en el col·legi per que no vol tornar a la seva casa. Passen el nadal amb el seu amic Anibal i els altres interns. Després s'assabenta que la seva mare és en realitat Gloria i no és la seva germana com li havien fet creure. Més tard s'assabenta pel fantasma del seu avi que el seu pare és Marcelo.

## Repartiment
- Àlex Casanovas... Marcelo
- Jorge Alcázar... Ramón
- Alberto Ferreiro... Aníbal
- Pepa Pedroche... Gloria
- Empar Ferrer... Mare
- Mónica López... Sara
- Guillermo Toledo... Vicente
- Joaquín Climent... Padre
- Ana Lucía Billate
- Rocío Calvo
- Cristina Camisón
- Dafne Fernández
- Ana Frau
- Jesús Olmedo

## Premis
Medalles del Cercle d'Escriptors Cinematogràfics
| Categoria           | Candidat             | Resultat  |
| ------------------- | -------------------- | --------- |
| Millor guió adaptat | Salvador García Ruiz | Guanyador |

XV Premis Goya
| Categoria           | Candidat             | Resultat |
| ------------------- | -------------------- | -------- |
| Millor guió adaptat | Salvador García Ruiz | Nominat  |